# Potentilla festiva
Potentilla festiva är en rosväxtart som beskrevs av J. Soják. Potentilla festiva ingår i Fingerörtssläktet som ingår i familjen rosväxter. Inga underarter finns listade i Catalogue of Life.